# Potsdamkonferencen
Potsdam-konferencen var en konference mellem Sovjetunionen, USA og Storbritannien, der fandt sted umiddelbart efter afslutningen af kamphandlingerne på det europæiske kontinent. Frankrig var ikke til stede, men underskrev som besættelsesmagt slutdokumentet. Konferencen fandt sted fra d. 17. juli til 2. august 1945 på slottet Cecilienhof i Potsdam sydvest for Berlin. Deltagerne på konferencen var lederne af de tre lande, Josef Stalin, Harry Truman og Winston Churchill samt deres udenrigsministre. Den 27. juli måtte Churchill træde tilbage som britisk premierminister som følge af et valgnederlag og blev afløst i Potsdam af Labour-lederen Clement Attlee.
Under konferencen udfærdigede de tre lande de nærmere retningslinjer for den politik, der skulle føres under okkupationen og genopbygningen af Tyskland i efterkrigstiden. I tillæg hertil blev der udfærdiget en erklæring, som omfattede en advarsel til Japan om komplet overgivelse eller total ødelæggelse.
Det færdige dokument indeholdt bestemmelser, som de fire besættelsesmagter skulle efterleve, og understregede, at de fire tilstræbte en samlet styring af Tyskland, og at de ville dele ansvaret.

## Forhistorie
De Allierede var allerede ved Casablanca-konferencen i januar 1943 blevet enige om at kræve en betingelsesløs kapitulation af Tyskland. Med Teherankonferencen i december 1943 havde de Allierede dog gjort sig flere og grundigere tanker om, hvad de skulle gøre med de tyske områder, når Tyskland var besejret. Nogle faste retningslinjer for besættelsespolitikken i de tyske områder blev dog ikke fastlagt; til gengæld var denne konference ikke afvisende over for ideer om en opsplitning af Tyskland i forskellige selvstændige nationer.
Ved Jaltakonferencen i februar 1945, hvor Tysklands nederlag var tydeligt, opnåedes enighed om de præcise grænser for de Allieredes besættelseszoner. Det blev besluttet at oprette en fælles centralkommission, der skulle standardisere styringen af de forskellige besættelseszoner. Med dette skridt var ideen opgivet om et Tyskland opsplittet i forskellige uafhængige nationer .
Med ophøret af Stortyskland ved landets betingelsesløse kapitulation den 8. maj 1945 trådte bestemmelserne fra de tidlige konferencer i kraft. De fire besluttede at holde et møde, der skulle præcisere fælles retningslinjer for besættelsespolitikken i besættelseszonerne.

## Retningslinjer for besættelsespolitikken i det besejrede Tyskland
Resultatet af konferencen var enighed om fælles retningslinjer for den politik, de sejrende magter skulle føre i deres respektive besættelseszoner.
Konferencens resultat er de fem hovedpunkter, der undertiden også kaldes de fem D'er på engelsk:

### Denazificering
Denazificeringen (på tysk kaldet Entnazifizierung) var de Allieredes løfte til hinanden om gennem forskellige processer, sanktioner og forholdsregler at fjerne alle nazistiske elementer fra presse, kultur, administration, domstolene og politiske områder. Det gjaldt også om gennem undervisningsprogrammer at opdrage og forklare tyskerne om de forbrydelser, deres land havde forøvet. Afnazificeringen blev praktiseret meget forskelligt i de fire besættelseszoner.

### Demilitarisering
Ved Potsdam-konferencen blev det besluttet at opløse de tyske væbnede styrker og fjerne alle våben og våbeninstallationer, for at fjerne risikoen for alle former for tysk angreb. Demilitariseringen blev også tolket forskelligt i de forskellige zoner. Under den kolde krig i midten af 1950'erne fik både Vesttyskland og Østtyskland egne militære styrker.

### Demokratisering
For at Tyskland ikke skulle blive en totalitær stat igen, var der interesse i at skabe en demokratisk tradition, der i Tyskland havde lidt nederlag under Weimarrepublikken. USSR, USA og Storbritannien forpligtede sig i Potsdam til at opbygge stabile, demokratiske institutioner i deres zoner og til at fremelske demokratiske traditioner i presse, skoler og samfund. Uddannelsessystemet skulle indrettes, så elever lærte noget om demokratiet, og demokratiske partier skulle tillades og hjælpes over hele det besatte Tyskland.

### Demontering
Især Sovjetunionen havde lidt under 2. verdenskrig, og konferencen besluttede at kompensere landet ved at lade det modtage enorme mængder materiel og udstyr fra især tysk industri. Et andet sigte med demonteringen var at svække muligheden for en ny tysk stormagt.
Dette punkt er omdiskuteret, fordi det stred mod ønsket om at skabe stabile og demokratiske forhold i det besatte Tyskland.

### Decentralisering
Konferencen så en stor del af grunden til Hitlers succes i den centralisering, han havde gennemtrumfet. Den håbede ved fremelskelsen af en regional, føderal struktur at kunne undgå endnu en tysk, centralistisk storstat.

## Tyske østområder
Allerede umiddelbart efter 2. verdenskrigs afslutning begyndte Sovjetunionens indlemmelse af de tidligere tyske østprovinser, en indlemmelse de Allierede på sovjetisk initiativ var blevet enige om ved andre konferencer. Ved Potsdam-konferencen blev de polske og sovjetiske anneksioner af tidligere tysk land accepteret af USA og Storbritannien, og Oder-Neisse-linjen blev fastlagt som Tysklands fremtidige østlige grænse.

## Bestemmelserne om krav til Japan
Japan havde endnu ikke overgivet sig, og konferencen besluttede at udfærdige et fælles krav til Japan om at overgive sig betingelsesløst. Dette fælles krav kendes også under navnet Potsdam-deklarationen. Sovjetunionen er ikke medunderskriver på denne del af erklæringen – og blev ikke taget med på råd i formuleringen.

## Implementering
Enigheden om Potsdam-konferencens hovedpunkter blev relativt hurtigt overskygget af de modsætninger mellem Sovjetunionen og de tre Vestallierede, som betegnes den kolde krig. En del af de aftalte bestemmelser blev aldrig ført ud i livet, bl.a. fordi fortolkningen af ordet demokrati var anderledes i Sovjetunionen end blandt de tre andre allierede.